# Giant (gruppo musicale)
I Giant sono un gruppo hard rock statunitense fondato nel 1987 e originario di Nashville, Tennessee.

## Storia del gruppo
I Giant vennero formati a Nashville nel 1987 e composti da una serie di grandi session player: i fratelli Dann e David Huff, rispettivamente voce/chitarra e batteria, il tastierista Alan Pasqua ed il bassista Mike Brignardello. I fratelli Huff, nativi di Nashville, avevano avuto in precedenza un'esperienza con una AOR band cristiana, i White Heart, prima di intraprendere la più proficua carriera di turnisti. Dann Huff, in particolare, aveva registrato del materiale con diversi noti artisti come Bob Seger, Madonna, Whitesnake (nel leggendario album 1987) e Van Stephenson. Pasqua, proveniente dal New Jersey, aveva anch'egli collaborato con gli Whitesnake e Van Stephenson tra la lunga lista di altri nomi importanti, tra cui Eddie Money, Sammy Hagar, House of Lords, Carlos Santana, Bob Dylan, Pat Benatar. Huff e Pasqua si erano conosciuti nel circuito dei musicisti turnisti quando il primo si ricollocò da Nashville a Los Angeles. La coppia aveva già provato a fondare una propria band in precedenza, ma i due non si trovarono con gli altri candidati ad entrare nel progetto fino a quando Dann invitò il fratello David e il nativo di Memphis Mike Brignardello.
Il disco di debutto Last of the Runaways, pubblicato nel 1989 per la A&M Records, trovò un immediato riscontro all'interno del pubblico AOR di tutto il mondo. Il singolo estratto "I'll See You in My Dreams" raggiunse la top 20 della Billboard Hot 100. L'album venne registrato in Inghilterra e prodotto da Terry Thomas, ex chitarrista dei Charlie, una AOR band britannica. A partecipare nel ruolo di corista fu il frontamn dei Fastway Lea Hart. I Giant presto intrapresero delle date che toccarono anche la Gran Bretagna con il supporto del secondo chitarrista Mark Oakley, curiosamente cugino di Brignardello e diplomato al "Guitar Institute of Technology" di Los Angeles per appoggiare Dann Huff e permettergli di dedicarsi più strettamente al ruolo di frontman.
Nel 1990 viene pubblicata la raccolta It Takes Two + Giant Live!, mentre l'anno successivo Huff, Pasqua e Brignardello suonarono nel disco Heart in Motion di Amy Grant.
A seguito del cambio di etichetta spostandosi sotto la Epic Records, i Giant registrarono il secondo disco in studio, Time to Burn, che, come il precedente, venne prodotto da Terry Thomas. Pasqua abbandonò la formazione poiché si disse contrario ad intraprendere il tour a causa di impegni familiari. Egli continuò comunque la sua carriera come turnista e venne sostituito da Larry Hall. Malgrado la perdita del tastierista, i Giant continuarono la loro carriera orientando maggiormente il loro sound sui riff di chitarra. Time To Burn infatti presentava sonorità più dure e fu anche per questo che fallì nelle classifiche. In questo periodo però, nonostante il gruppo fosse riuscito a costruirsi un grande pubblico, decise di annunciare lo scioglimento nel 1992 a causa dell'insuccesso generale.
Dan Huff si orientò verso strade più dure quando produsse due dischi dei Megadeth: Cryptic Writings (1997) e Risk (1999). I Giant annunciarono la reunion nel 2000 quando l'etichetta italiana Frontiers Records diffuse la notizia che i fratelli Huff e Mike Brignardello si erano riuniti per un nuovo album. Il terzo capitolo degli statunitensi venne intitolato III e vide la luce nel dicembre 2001. Seguì l'album dal vivo Live and Acoustic nel 2003, disco registrato nella tournée successiva all'uscita di Time To Burn.
Alla fine del 2009 un comunicato stampa emesso dalla band in congiunzione con l'etichetta Frontiers Records ha annunciato il ritorno discografico previsto nel 2010 con una nuova formazione che vede l'ex Strangeways, Terry Brock alla voce e il chitarrista dei Winger, John Roth prendere il posto di Dann Huff, il quale pur prendendo parte alle sessioni di scrittura dei nuovi brani e suonando alcune parti di chitarra, ha deciso di non far più parte della band. Il disco fu pubblicato con titolo Promise Land.

## Formazione

### Formazione attuale
- Kent Hilli – voce (2021-oggi)
- John Roth – chitarra (2009-oggi)
- Mike Brignardello – basso (1987-1992, 2000-oggi)
- David Huff – batteria (1987-1992, 2000-oggi)

### Ex componenti
- Dann Huff – voce, chitarra (1987-1992, 2000)
- Alan Pasqua – tastiere (1987-1992)
- Terry Brock – voce (2009-2021)

### Turnisti
- Mark Oakley – chitarra (1989-1990)
- Larry Hall – tastiere (1992)

## Discografia

### Album in studio
- 1989 - Last of the Runaways
- 1992 - Time to Burn
- 2001 - III
- 2010 - Promise Land
- 2022 - Shifting Time

### EP
- 2001 - Don't Leave Me in Love

### Live
- 2003 - Live and Acoustic

### Raccolte
- 1990 - It Takes Two + Giant Live

### Singoli
- 1989 - I'm a Believer
- 1990 - Innocent Days
- 1990 - I'll See You In My Dreams
- 1992 - Chained
- 1992 - Stay